# Amazing Stories
Amazing Stories was een Amerikaans sciencefictiontijdschrift en wordt beschouwd als het eerste specifiek op sciencefiction gerichte tijdschrift ter wereld.

## Hugo Gernsback
Het blad werd opgericht in april 1926 door Hugo Gernsback. Hij noemde de opgenomen verhalen Scientification. In 1929 kwam hij in een ander blad van hem, Modern Electrics, met het nog steeds gebruikte woord sciencefiction. De opgenomen verhalen waren succesvol, maar weinig origineel: buitenaardse rassen werden veroverd door mensen, vrouwen dienden vooral als decoratie, als object van begeerte voor buitenaardsen en natuurlijk voor het sexy plaatje op de omslag van Amazing Stories.
Buiten deze 'pulpverhalen' nam Gernsback ook oud werk op van schrijvers als H. G. Wells, Jules Verne, en Edgar Allan Poe. In maart 1929 ging Gernsback failliet en kwam Amazing Stories in andere handen. In de jaren daarna ging het niveau van de verhalen omlaag en in 1938 werd het tijdschrift verkocht. De nieuwe eigenaar Ziff Davis nam minder serieuze verhalen op, zoals de Shaver Mystery-verhalen, die werden gepresenteerd als waargebeurde verhalen, geen sciencefiction. Ook werd het zustertijdschrift Fantastic Adventures gepresenteerd, dat zich op fantasy ging richten. In 1954 werd de naam van dat laatste tijdschrift veranderd in Fantastic. In 1959 werd onder leiding van Cele Goldsmith een andere koers ingeslagen, waarbij betere schrijvers werden gepubliceerd. Ursula K. Le Guin was hiervan de bekendste. In 1980 gingen Amazing stories en Fantastic samen onder de naam Amazing Stories. Tijdens de jaren negentig verscheen het tijdschrift zeer ongeregeld en in 2004 werd het opnieuw regelmatig uitgebracht door Paizo Publishing. Maar na het nummer april 2005 werden geen nieuwe uitgaves meer uitgebracht. In maart 2006 gaf het bedrijf te kennen dat er geen nieuwe uitgaven van Amazing Stories meer zullen verschijnen.

## Redacteurs
- Hugo Gernsback (april 1926 - april 1929)
- Arthur Lynch (mei 1929 - oktober 1929)
- T. O'Conor Sloane (november 1929 - mei 1939)
- Raymond A. Palmer (juni 1939 - december 1939)
- Bernard G. Davis (januari 1940 - mei 1946)
- Raymond A. Palm (juni 1946 - december 1949)
- Howard Browne (januari 1950 - augustus 1956)
- Paul W. Fairman (september 1956 - december 1958)
- Cele Goldsmith Lalli (januari 1959 - juni 1965)
- Sol Cohen (augustus 1965 - oktober 1967)
- Harry Harrison (december 1967 - september 1968)
- Barry N. Malzberg (november 1968 - januari 1969)
- Ted White (maart 1969 - februari 1979)
- Elinor Mavor (mei 1979 - september 1982)
- George H. Scithers (november 1982 - juli 1986)
- Patrick Lucien Price (september 1986 - maart 1991)
- Kim Mohan (mei 1991-1995 en 1998 - 2000)
- David Gross (mei 2004 - oktober 2004)
- Jeff Berkwits (oktober 2004 - maart 2005)